# Everybody Else But Me
Everybody Else But Me ist ein Musikalbum von Tony Bevan, Matthew Bourne, Tony Buck und Barre Phillips. Die  am 19. November 2010 live im Holywell Music Room des Wadham College in Oxford entstandenen Aufnahmen erschienen am 5. Dezember 2011 auf Foghorn Records.

## Hintergrund
Die Gruppe, die dieses Konzert verantwortete, reicht von Bourne, dem 1977 geborenen britischen Pianisten und Komponisten, bis zu Barre Phillips, der 1834 in San Francisco geboren wurde. Altersmäßig dazwischen liegen Tony Buck, der australische Schlagzeuger, der vor allem für seine Arbeit mit The Necks bekannt ist, und der Saxophonist Tony Bevan, der die Zusammenführung dieser besonderen Gruppe initiierte.

## Titelliste
- Tony Bevan, Matthew Bourne, Tony Buck, Barre Phillips: Everybody Else but Me (Foghorn Records FOGCD 015)[2]

1. A Prolegomena 3:57
2. The Harrison Ford Chord 11:57
3. The Tailor’s Pike 11:45
4. Empty Hall Blues 3:03
5. It Never Entered 2:57
6. Everybody Else but Me 14:21
7. Farewell My Lovelies 8:41

Alle Stücke sind freie Improvisationen von Bevan, Bourne, Buck und Phillips, mit Ausnahme vom fünften Titel, der von Bevan und Bourne stammt.

## Rezeption
Schon bei den ersten Takten sei klar, dass [die beteiligten Musiker] auf die vertrauten Klänge des Free Jazz zurückgreifen werden: ungestimmte Saxophon-Atemgeräusche, Sandpapier-Perkussion, Saiten-Pling-Plang, das im Innern des Klaviers oder auf schwebendem Bass gezupft werde, schrieb Marcus O'Dair in Jazzwise. Der entscheidende Test sei jedoch, ob aus diesem Vokabular sinnvolle Sätze gebildet werden können, und die Antwort lautet erfreulicherweise ja: Sätze, die klangvoll und ausdrucksstark, wenn auch nicht unbedingt völlig neu sind. Angesichts der Vielfalt an Alter und [musikalischem] Hintergrund sei es auch ein beeindruckend kohärenter Klang, bei dem die gestrichenen Harmonien bald in das Quietschen des Mundstücks übergingen.
Für viele war freie Musik nur eine Phase, die der Jazz in den 1960er-Jahren durchlief, der natürliche Abschluss eines Bogens, der in der Be-Bop-Ära begann, meinte Cormac Larkin in der Irish Times. Doch während sich die meisten amerikanischen Musiker vor dem Abgrund zurückzogen, hatte die englische Jazzszene immer Platz für diese trotzig reine Form des Modernismus gefunden. Musik, die im Moment völlig improvisiert ist, könne für den Hörer eine Herausforderung sein, insbesondere auf Tonträger, wo es nicht die Theaterhaftigkeit einer Live-Aufführung gebe. Wenn es jedoch von Musikern dieser Qualität gespielt werde, kann es „wie eine Neukalibrierung des Trommelfells wirken“, befreiend und belebend. Everybody Else But Me habe seine Längen, aber im besten Fall würden der Saxophonist Tony Bevan und seine Gruppe eine Frische erzielen, die nur von erfahrenen Musikern erreicht werden könne, die sich ganz dem Moment hingeben würden.